# Bằng Rừng
Huy hiệu Rừng hay Bằng Rừng (Wood Badge) là một đẳng cấp cao nhất dành cho một huynh trưởng Hướng đạo sau một thời gian sinh hoạt, tham dự các khóa huấn luyện cơ bản, dự bị...và khóa huấn luyện Huy hiệu Rừng. Sau đó tự mình lập nên luận đề và làm việc với luận đề đó trong một thời hạn nhất định. Nếu thành công trong việc trình luận đề với ban huấn luyện, người trưởng Hướng đạo tham dự khóa huấn luyện sẽ được chính thức công nhận hoàn tất và được cấp phát Huy hiệu Rừng. Bằng Rừng được tượng trưng bởi khăn quàng "Liên đoàn Đệ nhất Gilwell" và một vòng dây da đeo cổ có hai mẩu gỗ.

## Lịch sử

Khóa huấn luyện Bằng Rừng đầu tiên ở Công viên Gilwell

Ngay sau khi thành lập Hướng đạo, Robert Baden-Powell nhận thấy nhu cầu huấn luyện huynh trưởng. Các trại huấn luyện huynh trưởng Hướng đạo đầu tiên được tổ chức tại London năm 1910, và tại Yorkshire năm 1911. Baden-Powell muốn sự huấn luyện phải thực tế như có thể, và điều đó có nghĩa là tổ chức nó ngoài trời trong các khu cắm trại. Chiến tranh thế giới thứ nhất đã làm trì hoãn việc phát triển huấn luyện trưởng, vì vậy khóa Bằng Rừng chính thức đầu tiên không thực hiện được cho đến năm 1919 Công viên Gilwell, ngay ở ngoại ô London, đặc biệt được mua để cung cấp nơi huấn luyện và được khánh thành vào ngày 2 tháng 6 năm 1919. Francis Gidney, Trưởng trại Huấn luyện đầu tiên ở Công viên Gilwell, thực hiện khóa huấn luyện Bằng Rừng đầu tiên tại đó từ ngày 8 tháng 9 đến ngày 19 tháng 9 năm 1919. Chương trình trại huấn luyện được soạn thảo bởi Percy Everett, Ủy viên Huấn luyện, và chính Baden-Powell giảng lý thuyết. Khóa học được tham dự bởi 18 học viên và các thuyết trình viên khác. Sau khóa huấn luyện đầu tiên, việc huấn luyện Bằng Rừng tiếp tục tại Công viên Gilwell, và trở thành nơi huấn luyện trưởng của phong trào Hướng đạo.
Ban đầu các khóa Bằng Rừng chỉ tổ chức ở Gilwell, về sau số trại sinh từ các nơi xin theo học quá đông nên Trại trưởng (Camp Chief) đề cử một số trưởng có Bằng Rừng có khả năng, đại diện cho mình để mở các khóa Bằng Rừng tại các quốc gia có Hướng Đạo, từ đó mới có đẳng cấp phó Trại trưởng (Deduty Camp Chief) trong ngành Huấn luyện.

## Chương trình
Chương trình huấn luyện Bằng Rừng là dành cho trưởng Hướng đạo từ 18 tuổi trở lên. Các lớp học của Bằng Rừng nhắm mục đích là làm cho các trưởng Hướng đạo trở thành các người lãnh đạo tốt hơn bằng việc huấn luyện các kỹ năng lãnh đạo cao cấp.
Thông thường một khóa huấn luyện Bằng Rừng gồm có học lý thuyết và thực hành ngoài trời và một luận đề Bằng Rừng. Các lớp học lý thuyết và thực hành ngoài trời thường được kết hợp và dạy chung với nhau khoảng hơn một hoặc vài tuần. Để hoàn tất một phần của khóa học, các tham dự viên phải viết luận đề của mình.
Huấn luyện bao gồm học hỏi về thực hành và lý thuyết. Tất cả mọi học viên sẽ được giới thiệu về Liên đoàn Hướng đạo đệ nhất Gilwell, và được xếp đặt vào một trong các đội Bằng Rừng truyền thống. Huấn luyện viên đưa ra chỉ huấn để luyện tập đội hình cho vững mạnh. Các học viên sẽ làm việc trực tiếp với một người hướng dẫn được chỉ định giúp cho mỗi học viên suy nghĩ những gì mình đã học để chuẩn bị luận đề của mình tốt hơn.

## Các mẫu gỗ phụ trên Bằng Rừng
Biểu hiệu chính của Bằng Rừng là một dây da đeo cổ với 2 mẫu gỗ phỏng theo mẫu ở xâu chuỗi của Vua Dinizulu. Các mẫu gỗ phụ được thêm vào dây da của các trưởng có Bằng Rừng tham gia vào ban huấn luyện Bằng Rừng như sau: một mẫu gỗ phụ thêm vào là cho phụ tá của Trưởng trại huấn luyện, hai mẫu gỗ phụ thêm vào là cho Trưởng trại huấn luyện. Tổng cộng là 4 mẫu gỗ cho Trưởng trại và 3 cho Phụ tá Trưởng trại.

## Khăn quàng "Liên đoàn Hướng đạo Đệ nhất Gilwell"
Các Trưởng đã qua các Khóa huấn luyện Bằng Rừng, dù bất cứ ở đâu, cũng được mang khăn quàng của "Liên đoàn Đệ nhất Gilwell", đó là khăn quàng màu xám ửng hồng đằng sau có đính một mảnh vải sọc Scotland hình chữ nhật để tưởng nhớ đến ông William De Bois Maclaren, Uỷ viên Hướng đạo Scotland, người đã biếu tiền cho Hướng đạo Anh Quốc để mua Công viên Gilwell. Khăn quàng này chỉ mang khi không còn sinh hoạt với một đơn vị nào, hoặc khi tham dự huấn luyện hoặc Trại Họp bạn Hướng đạo. Còn khi sinh hoạt với đơn vị thì mang khăn quàng của đơn vị với dây đeo cổ Bằng Rừng.